# Chomelia monachinoi
Chomelia monachinoi är en måreväxtart som beskrevs av Julian Alfred Steyermark. Chomelia monachinoi ingår i släktet Chomelia och familjen måreväxter.
Artens utbredningsområde är Venezuela. Inga underarter finns listade i Catalogue of Life.